# El atraco de Pascal
En filosofía, el atraco de Pascal es un experimento mental que demuestra un problema en la maximización de la utilidad esperada. Un agente racional debe elegir acciones cuyos resultados, cuando son ponderados por su probabilidad, tienen mayor utilidad. Pero algunos resultados muy improbables pueden tener utilidades muy grandes, y estas pueden crecer más rápido de lo que disminuye la probabilidad. Por lo tanto, el agente debería centrarse más en casos muy improbables con recompensas increíblemente altas; esto conduce primero a elecciones contraintuitivas, y luego a incoherencias a medida que la utilidad de cada elección se vuelve ilimitada. 
El nombre se refiere a la apuesta de Pascal, pero a diferencia de la apuesta no requiere recompensas infinitas. Esto evita muchas objeciones al dilema de la apuesta de Pascal que se basan en la naturaleza del infinito.

## Planteamiento del problema
En una descripción, Blaise Pascal es abordado por un asaltante que ha olvidado su arma. Sin embargo, el asaltante propone un trato: el filósofo le entrega su billetera y, a cambio, el asaltante le devolverá el doble de dinero mañana. Pascal se niega, señalando que es poco probable que el acuerdo sea respetado. Luego, el asaltante continúa nombrando recompensas más altas, señalando que incluso si solo hay una posibilidad en 1000 de que sea honorable, tendría sentido que Pascal haga un trato por un retorno de 2000 veces. Pascal responde que la probabilidad de ese alto rendimiento es incluso menor que uno sobre 1000.   
El asaltante argumenta que, por cualquier baja probabilidad de poder pagar una gran cantidad de dinero (o utilidad pura), existe una cantidad finita que hace que sea racional apostar y, dada la falibilidad humana y el escepticismo filosófico, una persona racional debe admite que hay al menos alguna posibilidad distinta de cero de que tal acuerdo sea posible. En un ejemplo, el asaltante tiene éxito prometiendo a Pascal 1.000 cuatrillones de días de vida.  Convencido por el argumento, Pascal le da al asaltante la billetera. 
El término "atraco de Pascal" para referirse a este problema fue acuñado originalmente por Eliezer Yudkowsky en el foro Less Wrong.
Además, en muchos sistemas de decisión que parecen razonables, el "atraco de Pascal" hace que la utilidad esperada de cualquier acción no pueda converger, ya que una cadena ilimitada de escenarios sucesivamente terribles similares al atraco de Pascal tendría que tomarse en cuenta.

## Consecuencias y remedios
El filósofo Nick Bostrom argumenta que el atraco de Pascal, como la apuesta de Pascal, sugiere que dar a una inteligencia artificial superinteligente una teoría de decisión errónea podría ser desastroso.  El atraco de Pascal también puede ser relevante cuando se consideran eventos de baja probabilidad y alto riesgo, como el riesgo existencial o las intervenciones caritativas con una baja probabilidad de éxito pero con recompensas extremadamente altas. El sentido común parece sugerir que el esfuerzo de gasto en escenarios demasiado improbables es irracional. 
Un remedio recomendado podría ser usar solo funciones de utilidad acotadas: las recompensas no pueden ser arbitrariamente grandes.  Otro enfoque es utilizar el razonamiento bayesiano para juzgar (cualitativamente) la calidad de la evidencia y las estimaciones de probabilidad en lugar de calcular ingenuamente las expectativas.  Otros enfoques son penalizar la probabilidad previa de hipótesis que argumentan que estamos en una posición sorprendentemente única para afectar a un gran número de personas que no pueden afectarnos simétricamente, y rechazar la posibilidad de que haya un pago en primer lugar, o abandonar los procedimientos de decisión cuantitativa en presencia de riesgos extremadamente grandes.